# Carlos Eugenio Restrepo
Carlos Eugenio Restrepo Restrepo (comunament conegut com a Carlos E. Restrepo, 12 de setembre de 1867 - 6 de juliol de 1937), president de Colòmbia entre 1910 i 1914. Fill de Pedro Antonio Restrepo i Cruzana Restrepo Jaramillo. Va cursar estudis en l'Institut d'Ensenyament Superior. Va suspendre els seus estudis de Dret per la guerra de 1885. Va participar també en la Guerra dels Mil Dies, com a Cap de l'Estat Major del conservador Pedro Nel Ospina. Després va estudiar pel seu compte i va treballar en el bufet del seu pare.